# François Pasumot
François Pasumot, né le 1er mai 1733 à Beaune et mort le 10 octobre 1804 dans la même ville, est un ingénieur, géographe et cartographe français.

## Biographie
François Pasumot naît dans une famille d’artisans beaunois, son père est maître serrurier. Il est élève au Collège de Beaune tenu par les frères de l’Oratoire et se montre particulièrement brillant en mathématiques et en physique.
Après avoir obtenu, à Paris, son brevet dans le nouveau Corps des ingénieurs-géographes du Roi, il est envoyé, en 1756, en Auvergne, grâce à la protection de Cassini, pour étudier les volcans et en dresser la carte. Après trois ans passés à effectuer ce travail, il devient professeur au collège d'Auxerre. En sa qualité d’ingénieur-géographe, il s’intéresse particulièrement aux voies romaines, notamment celles de l’Yonne. Il explore les grottes d’Arcy-sur-Cure et en lève les plans. Lors de ses déplacements il analyse les antiquités romaines et gauloises. En 1773, il doit quitter le collège d'Auxerre, repris par les bénédictins, et retourne à Paris. Il explore la Suisse, le Mont-Blanc, les Pyrénées. Il  publie alors, en 1789, un de ces principaux ouvrages: Voyages physiques dans les Pyrénées. Dans les dernières années de sa vie il est sous-chef au bureau des cartes et plans de la marine. Il publie de nombreux articles de géographie, de géologie et d’archéologie. Il revient à Beaune en 1804 où il meurt d'une maladie soudaine.
Une rue de Beaune porte son nom et une plaque a été apposée sur sa maison, rue de Lorraine .

## Publications

### Cartes

Carte du Territoire de la Ville d'Arles

- Carte du Territoire de la Ville d'Arles (1760)
- Carte géométrique du comté nantois (1768)
- Carte d'une partie de l'Auvergne où sont figurés les courants de laves (1771)
- Carte pour la Voye Romaine entre Avallon et Auxerre (1780)
- Table comparative des principales montagnes dont on a mesuré ou observé les hauteurs (1783)
- Carte de la vallée de Bastan ou environs de Barèges (1789)
- Carte des Vallées de Barèges, de Cautères et de Campan ; Nivellement des Pyrénées (1797)
- Cartes de Laon - Noyon. ;  Abbeville - Arras.;  Cambrai; Saint-Malo - Grandville.;  Coutances ; Bayeux - Caen. ;  Tonnerre. ;  Troyes. ;  Châlons-sur-Marne.; Reims (1815 pour toutes les cartes)

### Écrits

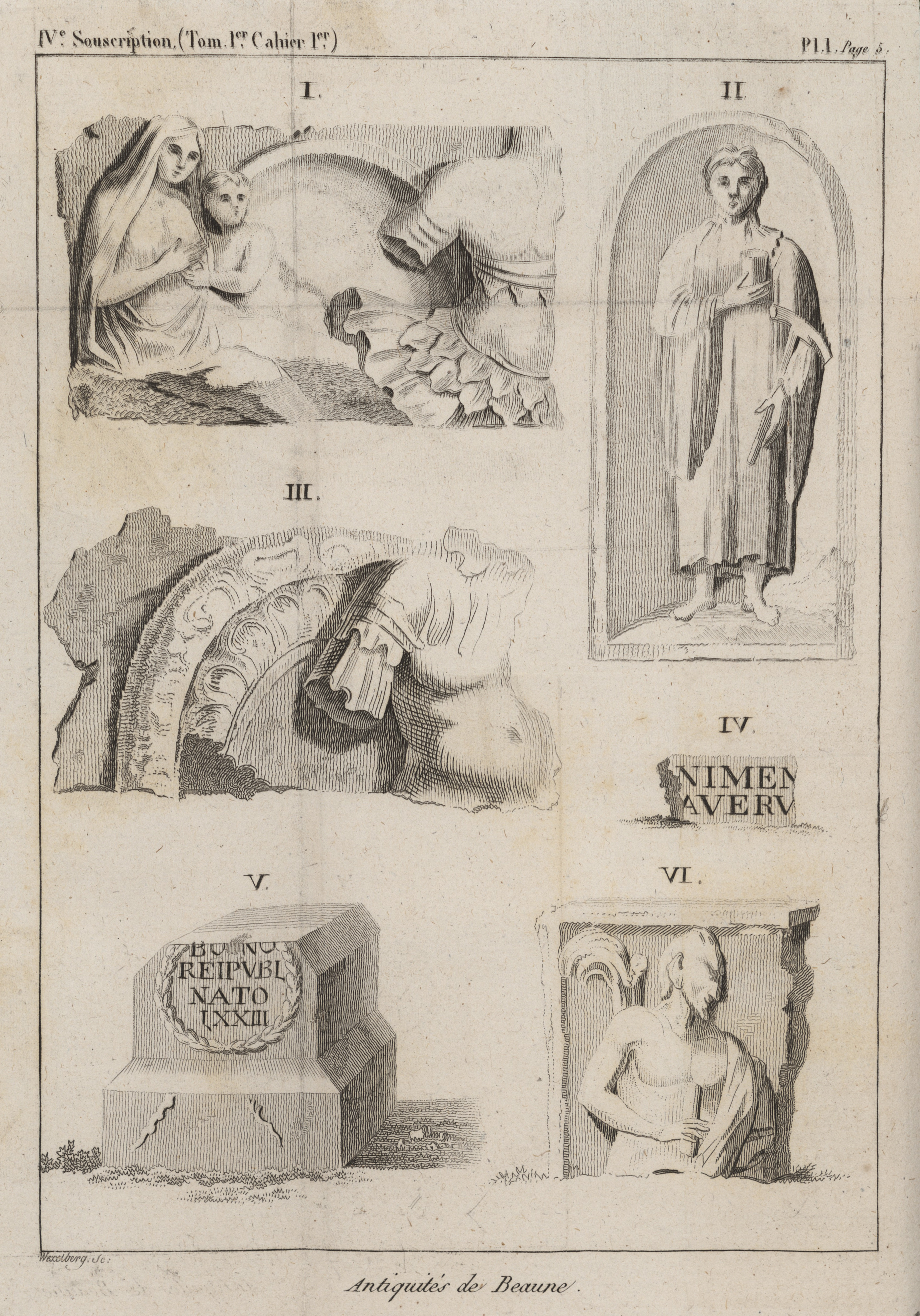
Illustration issue de l'article « Notices des antiquités de la ville de Beaune », de François Pasumot, Annales des Voyages, de la géographie et de l'histoire, Paris, F. Buisson, 1810, tome 13, p. 5-85.

- Voyages physiques dans les Pyrénées en 1788 et 1789, histoire naturelle d'une partie de ces montagnes, particulièrement des environs de Barège, Bagnères, Cauterès et Gavarnie.. Paris, 1797, 472 p. lire en ligne sur Gallica
- Dissertation sur le zodiaque du grand portail de Notre-Dame de Paris (1796)
- Dissertations et mémoires sur différens sujets d'antiquité et d'histoire, avec cartes et gravures, pour servir de suite aux Antiquités de Mr de Caylus et à celles de Mr de la Sauvagerre : Mémoire sur les voies romaines de la ville d'Auxerre, Dissertation sur la position d'un lieu nommé Chora..., Mémoire sur la voie romaine existante entre Avallon et Auxerre, Recherches sur la voie romaine d'Autricum a Agendicum, Dissertation géographique sur le siège de Gergovia, près Clermont en Auvergne, Description d'un ancien camp romain situé sur l'Armançon, près du village de Flogny, à trois lieues de Tonnerre, Dissertation sur la colonne de Cussy, près Beaune...", Sur les antiquités d'Autun, "Notice des antiquités de la ville de Beaune, Dissertation sur la position d'un ancien lieu appelé Ubiirum..., Description de quelques monuments antiques qui existaient aux bains du Mont-d'Or, Dissertation sur le lieu où s'est donnée la bataille de Fontenay, en 841. - Contient aussi : Notice biographique sur M. Pasumot, Eloge historique de M. Anne-Claude-Philippe de Tubières, de Grimoard, de Pestels de Levy, comte de Caylus.... - Édition : Paris , 1810-1813
- Mémoires géographiques sur quelques antiquités de la Gaule, avec des cartes géographiques, Paris, 1765, Ganeau, 58 p. lire en ligne sur Gallica